# Carbin
Carbin (engl. Carbyne) ist ein im Labormaßstab synthetisiertes Allotrop des Kohlenstoffs, das aus Ketten von Kohlenstoffatomen aufgebaut ist, die durch alternierende Dreifach- und Einfachbindungen oder fortlaufende Doppelbindungen verbunden sind. Es stellt damit die eindimensionale Ketten-Form von Kohlenstoff dar. Diese Ketten sind nach Berechnungen zugfester als jedes andere Material, insbesondere als Kohlenstoffnanoröhren, Graphen und Diamant.

## Entdeckung
Die Möglichkeit der Existenz einer beliebig langen Kette von Kohlenstoffatomen diskutierte schon Adolf von Baeyer 1885. Er kam zu dem Schluss, dass die Kette wegen der Reaktivität des Kohlenstoffs instabil und somit nicht nachweisbar wäre. Veröffentlichungen gab es schon aus den 1960er Jahren von russischen Chemikern um V. I. Kasatochkin und Y.P. Kudryavtsev, die aber später in Zweifel gezogen und die damals beobachteten Signale auf Verunreinigungen mit Silikaten zurückgeführt wurden. Trotzdem gelang es Kohlenstoffketten zunehmender Länge zu synthetisieren. 2003 lag der Rekord bei rund 100 Kohlenstoffatomen (nach anderen Angaben war der Rekord vor der Veröffentlichung von Shei, Pichler u. a. 44). Eine Voraussetzung war dabei der Schutz der Kettenenden durch große Moleküle. 2016 gelang schließlich einer Gruppe um Thomas Pichler (Universität Wien) und seinem Doktoranden Lei Shi (Erstautor der gemeinsamen Arbeit) nach jahrelanger Forschung der Durchbruch von Ketten im Mikrometerbereich. Der Schlüssel war die Verwendung von doppelwandigen Kohlenstoffnanoröhren als Mantel und Schutzhülle (und Nanoreaktor), wobei die Länge im Wesentlichen durch die Länge der Nanoröhren bestimmt war. Damit gelang es Ketten von 6400 Kohlenstoffatomen zu erzeugen, mehr als ein Faktor 50 im Vergleich zum vorherigen Längenrekord. Für den Durchbruch waren eine Vielzahl von Optimierungsschritten nötig, auch bei den Nachweismethoden (Ramanspektroskopie, Röntgenbeugung, Transmissionselektronenmikroskop).
1980 vermutete man, dass Carbin in Meteoriten vom Typ Kohliger Chondrit als Bindungspartner anormaler Edelgase vorkomme. Das wurde später zurückgewiesen, da der Kohlenstoff in diesen Meteoriten schwach geordneter Graphit sei.

## Merkmale
Als ein Merkmal für Carbine gilt ein hexagonales Diffraktogramm. Da dieses auch bei anderen Substanzen nachgewiesen ist, wurde die Definition mehrfach kritisiert. Untersuchungen ergaben im Jahr 1982, dass es in der Natur keine Carbine gebe. Bei allen bekannten Proben könnten die Ergebnisse unter dem Transmissionselektronenmikroskop wie auch die der Röntgenbeugung durch Schichtsilikate, Nontronite oder Quarzanteile erklärt werden. Verwechslungen sind möglich, weil die Beugungsmuster sehr flacher Schichten jenen eines hexagonalen Aufbaus sehr ähneln.
Mit einem aus theoretischen Rechnungen vorhergesagten Elastizitätsmodul von 32,7 TPa übertrifft Carbin das von Diamant (oder Graphen) um mehr als das 30-fache. Die Zugfestigkeit ist wahrscheinlich die höchste aller bekannten Kohlenstoffmaterialien. Gleichzeitig soll Carbin hochreaktiv sein, wenn zwei Ketten in Kontakt gebracht werden, wobei die Aktivierungsenergie spontane Reaktionen verhindern helfen könnte.
Die elektronischen Eigenschaften des Carbin sind abhängig von der Länge der Kette, was nanoelektronische Anwendungen zu Quanten-Spintransport und magnetischen Halbleitern nahelegt.